# علی‌آباد برانازار
 علی‌آباد برانازار، روستایی از توابع بخش فیروزآباد شهرستان سلسله در استان لرستان ایران است و نام دیگر آن کاظم آباد است. زبان مردم این روستا لکی است.

## جمعیت
این روستا در دهستان قلائی قرار دارد و بر اساس سرشماری مرکز آمار ایران در سال ۱۳۹۵، جمعیت آن ۴۴ نفر بوده که ۳۱ نفر مرد و ۱۳ نفر زن بوده اند. روستای علی آباد برانازار دارای ۱۵ خانوار می باشد.